# Tony Oller

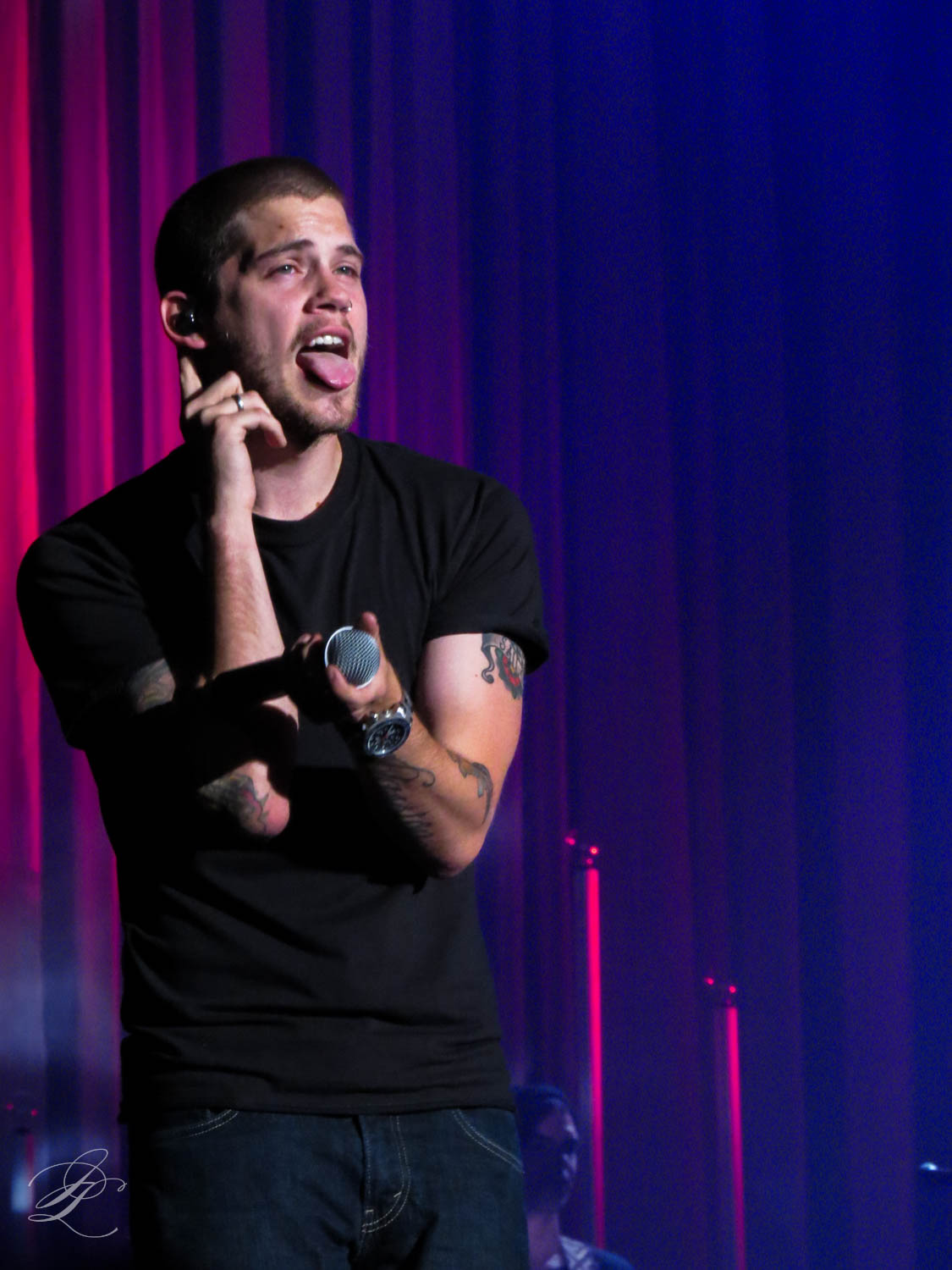
Tony Oller, 2014

Tony Oller (* 25. Februar 1991 in Houston, Texas) ist ein US-amerikanischer Schauspieler und Sänger.

## Leben
Tony Oller erhielt Gesangsunterricht, außerdem Klavier- und Gitarrenunterricht und spielt Schlagzeug sowie Saxophon. Bereits in der Grundschule nahm er Ballettstunden. Seine erste Bühnenrolle hatte er als Neunjähriger in Aufführungen des Musicals Grease.
2006 spielte er in dem Film I Flunked Sunday School den 13 Jahre alten Lloyd. Er spielte als Danny die Hauptrolle in der Fernseh-Kurzserie As the Bell Rings mit Demi Lovato, die am 26. August 2007 anlief. Für die zweite Staffel der Serie, die im Juli 2008 anlief und vom Disney Channel ausgestrahlt wird, schrieb und interpretierte Oller auch Musik. Seine Songs wurden in den Episoden am 2. August, 13. September und 19. Oktober 2008 gesendet.
Als Sänger trat er in US-Fernsehshows auf, darunter 1997 in The Jenny Jones Christmas Special, 2002 in Showtime At The Apollo und 2003 in Star Search. 2009 nahm er in Norwegen die Single All I Need auf. Im Februar 2012 wurde Oller für den Thriller The Purge – Die Säuberung gecastet, in dem er neben Ethan Hawke und Lena Headey auftrat.
Seit 2012 bildet Oller zusammen mit Malcolm David Kelley das Pop-Duo MKTO. 2014 spielte er als Pop-Duo MKTO in der Serie Die Thundermans als er selbst mit.

## Filmografie
- 2006: I Flunked Sunday School
- 2007–2009: As the Bell Rings (Fernsehserie)
- 2010–2011: Gigantic (Fernsehserie)
- 2011: Inside the Darkness – Ruhe in Frieden (Beneath the Darkness)
- 2011: CSI: NY (Fernsehserie, Episode 8x08)
- 2013: The Purge – Die Säuberung (The Purge)
- 2014: Die Thundermans (The Thundermans) (Fernsehserie, Episode 6x02)